# Dürnvellach
Dürnvellach je naselje v Občini Zgornja Bela v Okraju Špital ob Dravi  na Koroškem v Avstriji.